# HIT Entertainment
HIT Entertainment fue una compañía británica-estadounidense establecida en 1982 y fundada por Peter Curtís y Kate Fawkes. Fue la creadora de varias series de televisión para niños como Thomas y sus amigos, Sam el bombero, Bob el constructor, Pingu, Barney y sus amigos, y Angelina Ballerina.
En febrero de 2012, HIT Entertainment fue adquirida por Mattel, y en el 2016, fue absorbida por Mattel Creations.

## Historia
Originalmente era la compañía de distribución de Jim Henson Productions conocida como Henson International Television. Pero después de la muerte de Jim Henson, la empresa fue vendida a diferentes gerentes siendo renombrado a HIT Entertainment

## Adquisiciones
En el año 2002, HiT Entertainment ha adquirido a Guinness World Records y a Lyrick Studios (Quienes son los propietarios de Barney, Wishbone y distribuidor de la serie Los Wiggles)

## Lista de Series

### Originales
- Angelina Ballerina
- Anthony Ant
- Archibald el Koala
- Bob el constructor (Producido por HOT Animation para HiT Entertainment y el reboot con Mainframe Studios para Channel 5)
- Brambly Hedge
- Kipper
- Mike el Caballero
- Oswald
- Percy el guardabosques
- El Profesor Burbuja
- Rainbow Magic
- Rubbadubbers (Con HOT Animation, Mackinnon & Saunders para BBC)

### Lyrick Studios
- Barney y sus amigos
- Children's Favourites
- VeggieTales
- We All Have Tales
- Wishbone (Producido por Lyrick Studios)
- Los Wiggles (Producido por Mackinnon & Saunders para Australian Broadcasting Corporation)

### Gullane Entertainment
- Art Attack
- Captain Pugwash
- Guinness World Records
- Magic Adventures of Mumfie
- Sam el bombero
- Sooty (CITV en el Reino Unido)
- Thomas y sus amigos
- ZZZap!

### Chapman Entertainment
- Fifi y los Floriguitos (Con Cosgrove Hall Films para Chapman Entertainment)
- Little Charley Bear
- Roary, el carrito veloz (Con Chapman Entertainment para Cosgrove Hall Films)

### Pingu BV
- Pingu

### Aardman
- Shaun the Sheep (Con Aardman Animations, Mackinnon & Saunders para BBC)
- Timmy y sus amigos (Con Aardman Animations, Mackinnon & Saunders para BBC)
- Wallace y Gromit

### Otras Series
- Alvin y las ardillas
- Animal Jam
- Big Sister & Little Brother
- Buzzy Bee & Friends, The Adventures of Cling & Clang
- Captain Zed and the Zee Zone
- ClayPlay
- Fly Tales
- Frances
- Faeries
- El show de Pepe y Paco
- James the Cat
- The Likeaballs
- Lisa
- Magic Key
- Mono ve Mono hace
- Moonacre
- MuMuHug
- Nellie the Elephant
- PICME
- Postman Pat (copropietario junto con Woodland Animations y Entertainment Rights)
- ReBoot
- Sheeep
- Shelldon
- ToddWorld (Con Taffy Entertainment, Mike Young Productions, Telegael Teoranta, DQ Entertainment y Discovery Kids Original Production)
- Los tres amigos y Jerry
- El Conejito Callado
- Where's Waldo?
- Wind in the Willows (Copropietario junto con Cosgrove Hall Films)
- Wobbly Land
- Yoko! Jakamoko! Toto!